# ولکی ارژخوف
ولکی ارچو (به چکی: Velký Ořechov) یک منطقهٔ مسکونی در جمهوری چک است که در Zlín District واقع شده‌است.

## خصوصیات
ولکی ارچو ۶٫۲۱ کیلومترمربع مساحت و ۷۱۲ نفر جمعیت دارد و ۳۷۲ متر بالاتر از سطح دریا واقع شده‌است.